# 李漢魂
李漢魂（1895年11月23日—1987年6月30日），字伯豪，中国廣東吳川市中山鎮人，國民革命軍陸軍二級上將，參加北伐、抗日戰爭。抗日戰爭時任戰時廣東省政府主席6年。抗戰以後，於蔣介石下野後曾一度於廣州任何應欽內閣、閻錫山內閣內政部長。1949年後赴美國，至1987年病逝紐約。

## 早年經歷
李漢魂曾入讀廣東陸軍小學及武昌陸軍預備學校，1916年轉入保定軍校，六期畢業。於早年已加入同盟會；保定畢業後曾在阎锡山部見習。後回家鄉執教，再轉入粵軍，在第二師內任排、連長。1925年粵軍改編為國民革命軍第四軍，李漢魂為第十二師（師長張發奎）參謀。

## 中年經歷
1926年中北伐時隨軍北上，時為三十六團（團長黃琪翔）參謀。第四軍在北伐中屢戰屢勝，於年底擴編，李昇任三十六團團長。次年初寧漢分裂，第四軍軍長張發奎擁護武漢，李漢魂時任四軍第二十五師少將副師長。之後第四軍於河南與奉軍作戰得勝，李獲昇為第二十五師師長。年中8月1日中國共產黨於南昌兵變，第二十五師中兩個團參加中共的兵變。李漢魂率二十五師餘部隨張發奎到廣州。年底發生張發奎、黃琪翔意圖驅逐李濟深及新桂系之廣州張黃事變，及中共於廣州發動兵变。李漢魂奉命鎮壓中共，但之後第四軍與新桂系、李濟深及其他部隊的混戰中失敗，被迫撤往江西投靠蔣介石；北伐成功後被縮編為第四師，李漢魂為副師長（師長張發奎）。1929年發生蔣桂戰爭等內戰，第四軍在廣東花縣附近被擊破，李漢魂離開赴香港。1933年陳濟棠任命李漢魂為總參議，於次年將汕頭及粵東一帶軍政交予其指揮。
1936年因一宗日本人在汕頭走私事件，引發日軍派軍艦往汕頭海域，李漢魂下令備戰。與此同時發生兩廣事變，陳濟棠與桂系以抗日為名再次反蔣。李漢魂決定辭職，同時通電勸告陳濟棠息兵，及請求各軍人團結抗日。陳濟棠下野後李漢魂復職。抗戰開始後，李漢魂任六十四軍軍長，於1938年初在隴海線一帶與日軍作戰，於罗王砦战役中殲滅土肥原賢二第十四師團，繳獲土肥原的軍刀及勛章。李漢魂獲華胄勛章。年中於武漢保衛戰中在德安又取得勝利。同年10月，日軍在廣東大亞灣登陸後攻陷廣州，李漢魂被任為廣東省主席，兼國民黨廣東省部主任委員。次年12月任第35集團軍總司令，在粵北擊退日軍攻擊。次年辭去第35集團司令，專注戰時廣東政務，至1945年抗戰勝利為止。
1946年1月1日，李漢魂獲頒勝利勳章:7943。民國三十六年（1947年），在原籍廣東省吳川縣當選為第一屆國民大會代表。抗戰勝利後出國考察。
1949年蔣介石下野後應李宗仁之邀回中國，在何應欽內閣及閻錫山內閣任內政部長。2月18日，海南特區行政長官李漢魂至台訪陳誠，商談時局及釋放張學良問題:515。2月20日，李魂漢任總統府參軍長:515。5月3日，美國駐廣州公使克拉克向美國國務院報告，內政部長李漢魂談話稱，他支持李宗仁到廣州；也證實傳言，台灣省政府主席陳誠短期內會到廣州:137。後隨李宗仁赴美國紐約定居。

## 晚年經歷
1982年曾回中國大陸訪問，到北京及廣東，獲鄧小平、葉劍英等接見。1987年病逝紐約。

## 註解
1. ↑  中山鎮（現中山鎮與黃坡鎮兩鎮合併統稱為黃坡鎮）
2. ↑  李新總主編，中國社會科學院近代史研究所中華民國史研究室，韓信夫、姜克夫主編 (编). . 北京: 中華書局. 2011.
3. 1 2  朱文原等編輯撰稿. . 台北: 「國史館」. 2012. ISBN 978-986-03-3586-6.
4. ↑  . 由王景弘翻译. 台北市: 玉山社出版. 2011. ISBN 978-986-294-000-6.